# Oxinatromicrolita
L'oxinatromicrolita és un mineral que pertany al supergrup del piroclor.

## Característiques
L'oxinatromicrolita és un òxid de fórmula química (Na,Ca,U)₂(Ta,Nb)₂O₆(O,F). Cristal·litza en el sistema isomètric. El mineral és fortament metamíctic, i apareix majoritàriament en forma de cristalls octaèdrics euèdrics de fins a 0,05-0,20 mm d'ample.

## Jaciments
L'oxinatromicrolita va ser descoberta al filó de pegmatita no. 309, al camp de pegmatites Guanpo, a Lushi (Sanmenxia, Henan, República Popular de la Xina).